# Zaleptus validus
Zaleptus validus is een hooiwagen uit de familie Sclerosomatidae.